# Extrapyramidales Syndrom
Als extrapyramidales Syndrom (kurz EPS) bezeichnet man Störungen im Bewegungsablauf (extrapyramidale Störungen). Dabei kommt es zu einer Zunahme oder Verminderung der Bewegungen, verbunden mit erhöhtem oder vermindertem Spannungszustand der Muskeln.
Als extrapyramidale Nervenbahnen bezeichnet man jene motorischen Fasern, die nicht zur Pyramidenbahn gehören. Sie verlaufen von Kerngebieten der Großhirnrinde im prämotorischen Feld durch die subkortikalen Basalganglien, den Nucleus ruber und die Substantia nigra des Mittelhirns, den Olivenkern der Medulla oblongata und weiter das Rückenmark hinab. Es bestehen Verknüpfungen u. a. mit dem Kleinhirn.
Das Extrapyramidalsystem ist zuständig für die unbewusste, unwillkürliche Bewegung, automatisierte Bewegungsabläufe und Koordination von Tonus und Bewegung, z. B. das Mitpendeln der Arme beim Gehen. Auf die Willkürmotorik der Pyramidenbahn wirkt sie hemmend und kontrollierend.
Störungen machen sich hypokinetisch-hyperton (Parkinson-Krankheit) oder
hyperkinetisch-hypoton (Chorea, Ballismus u. a.) bemerkbar und können auch durch Medikamente (z. B. Neuroleptika) hervorgerufen werden. Dabei kann es zu Ataxie, Tremor, Starthemmung (gestörte Einleitung einer Bewegung) und Fallneigung kommen.
Erste chirurgische Behandlungsversuche wurden in der ersten Hälfte des 20. Jahrhunderts von Victor Horsley, L. J. Pollock und L. Davis, Ludvig Puusepp und R. A. Meyers durchgeführt.